# Nunatak
Nunatak (grønlandsk: nunataq) er et grønlandsk ord for en bjergtop, som er så høj, at den rager op igennem en kappe af indlandsis eller igennem en gletsjer.